# Dácké pevnosti v Orăștijských horách
Dácké pevnosti v Orăștijských horách je soustava šesti opevněných hradišť vystavěných v 1. století př. n. l. a 1. století n. l., nacházející se v Jižních Karpatech v dnešním Rumunsku (župy Hunedoara a Alba). Pevnosti Sarmizegetusa Regia, Blidaru, Costești (poblíž Orăștioara de Sus), Piatra Roșie, Căpâlna a Bănița byly vybudovány za použití stavební techniky zvané murus Dacicus, přičemž chránily jádro dáckého království až do počátku 2. století, kdy je za dáckých válek s Decebalem dobyli a zpustošili Římané. V roce 1999 byly vřazeny na seznam světového dědictví UNESCO. V regionu se nachází mnoho dalších dáckých pevností, které však nejsou součástí světového dědictví.

## Přehled lokalit
| Pevnost       | Zeměpisné souřadnice             |
| ------------- | -------------------------------- |
| Sarmizegetusa | 45°37′21″ s. š., 23°18′37″ v. d. |
| Blidaru       | 45°40′4″ s. š., 23°9′46″ v. d.   |
| Costești      | 45°40′49″ s. š., 23°9′15″ v. d.  |
| Piatra Roșie  | 45°36′8″ s. š., 23°8′51″ v. d.   |
| Căpâlna       | 45°49′20″ s. š., 23°36′12″ v. d. |
| Bănița        | 45°26′53″ s. š., 23°16′0″ v. d.  |

## Fotogalerie

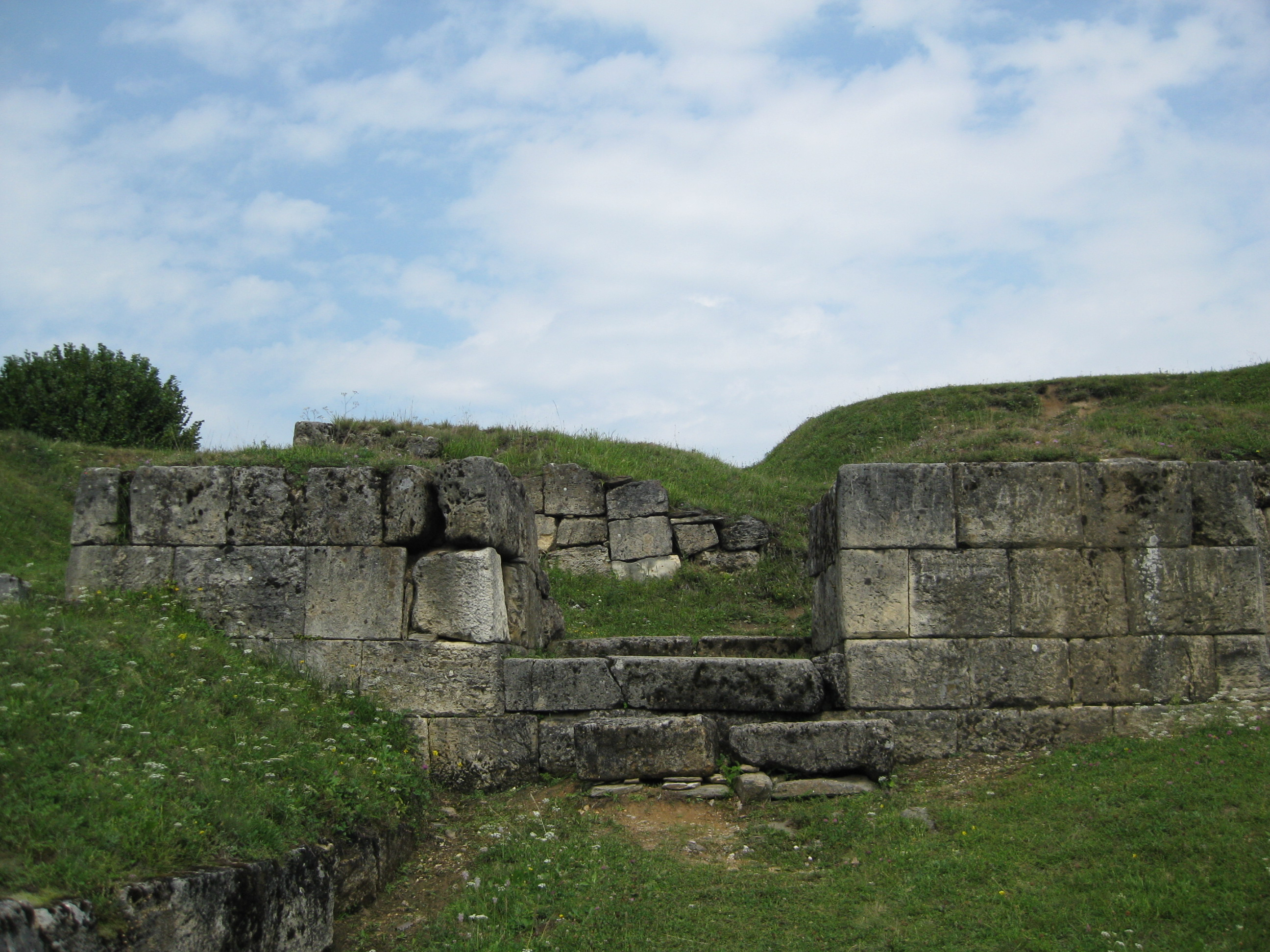
Blidaru
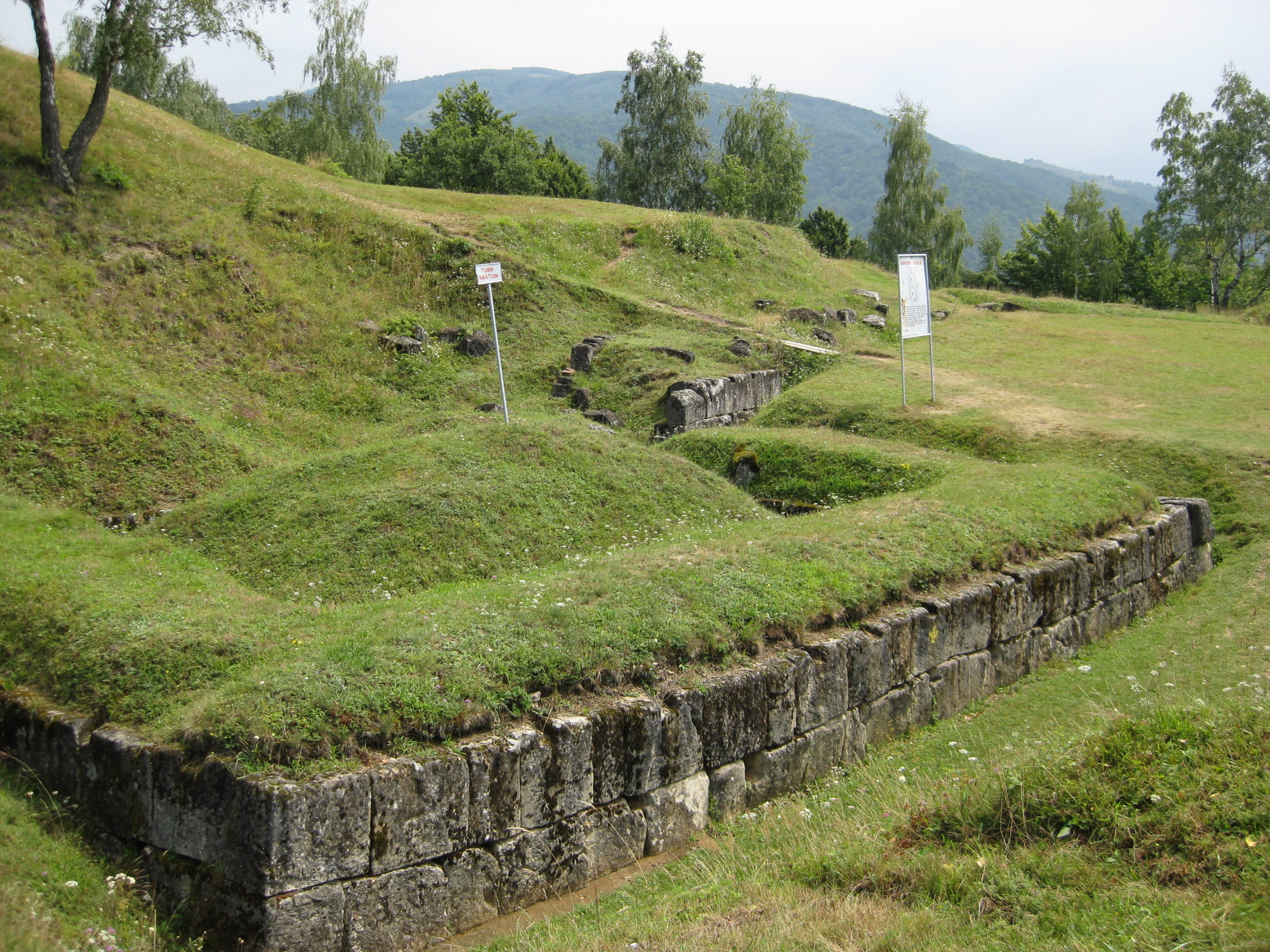
Costești
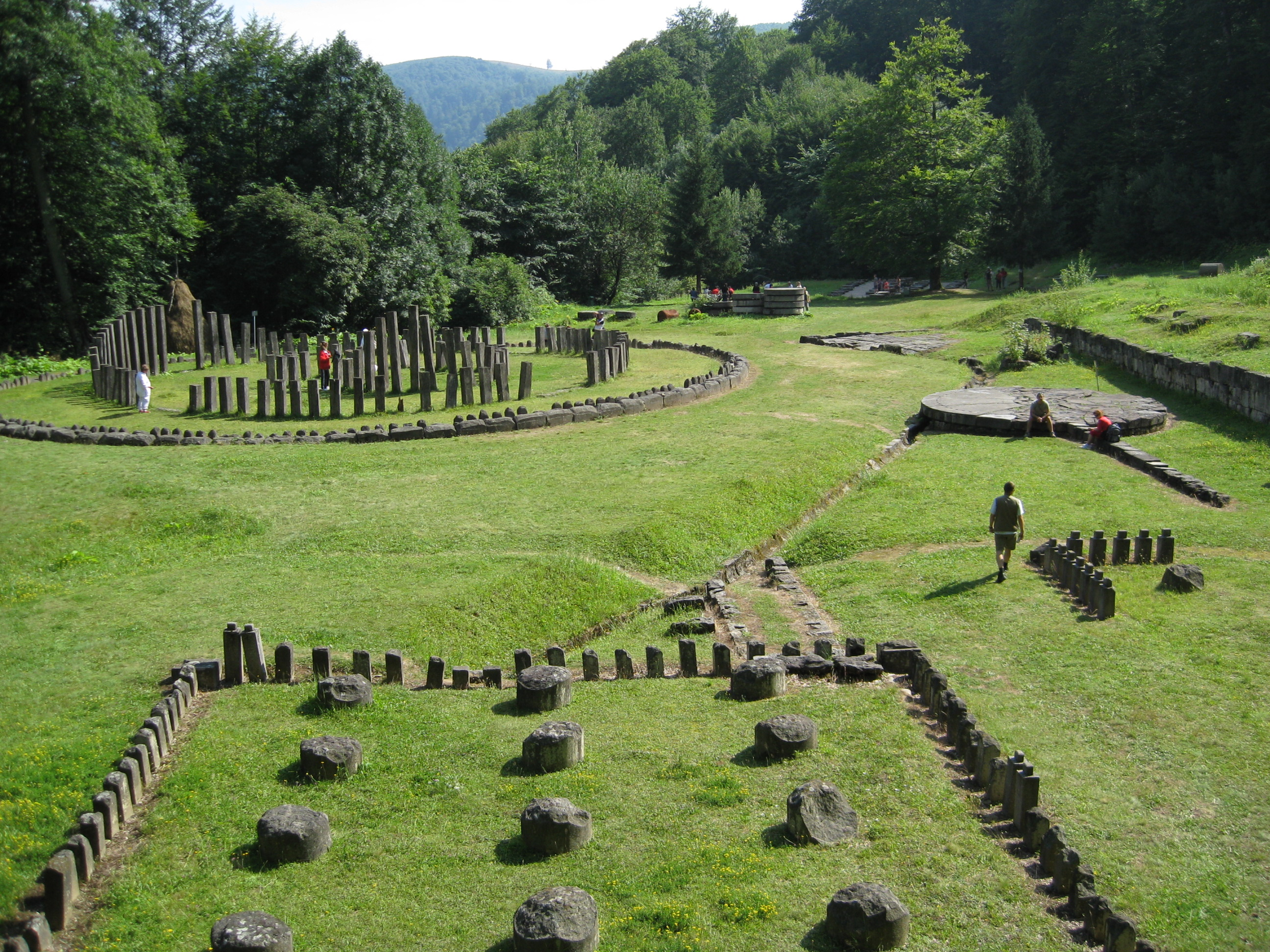
Sarmizegetusa
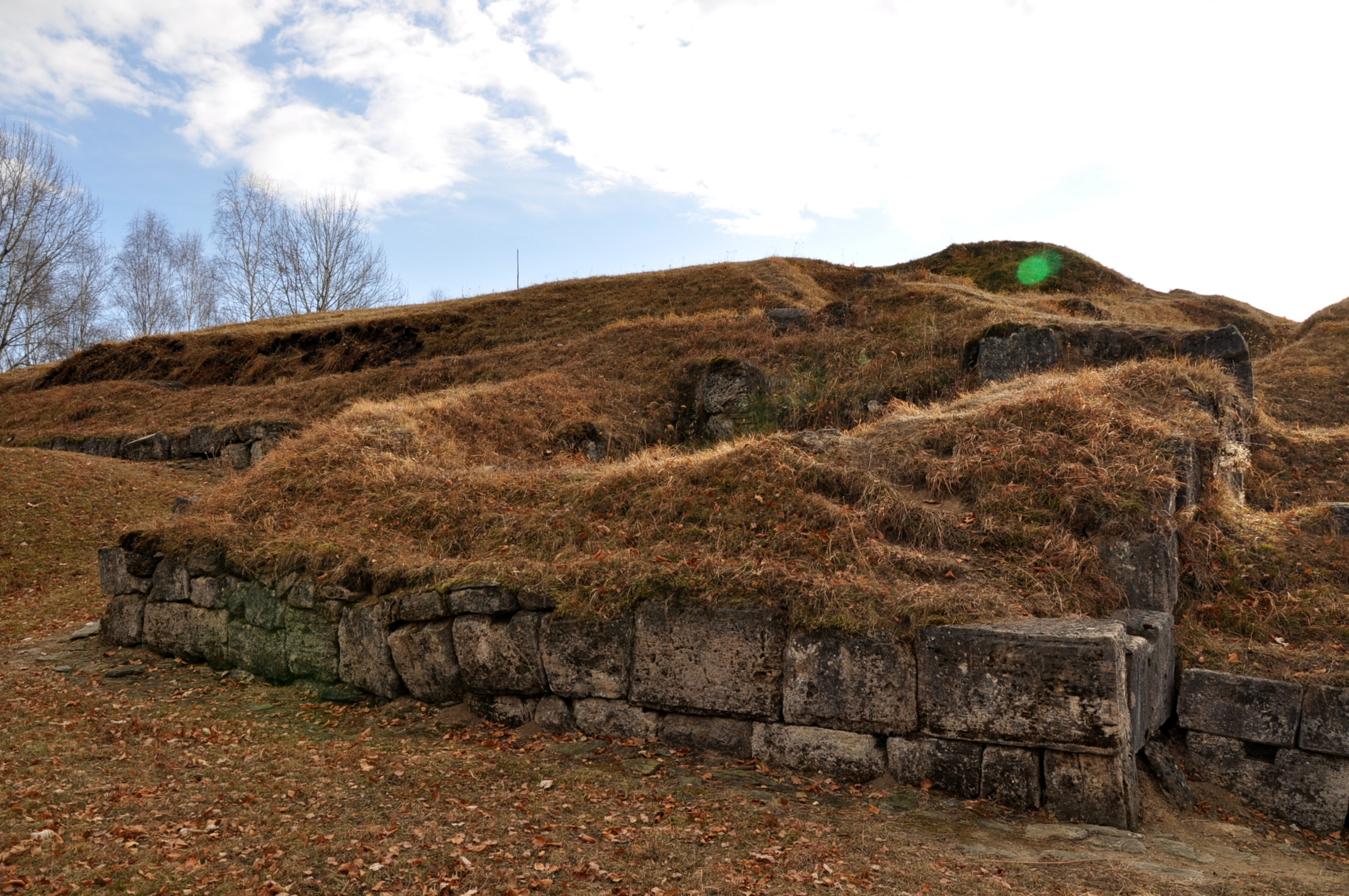
Blidaru